# 額爾金伯爵
額爾金伯爵（英語：Earl of Elgin，/ˈɛlɡɪn/），蘇格蘭貴族爵位，1633年6月21日授與湯瑪斯·布魯斯，第三代金洛斯的布魯斯勳爵。

额尔金伯爵的紋章

## 歷代伯爵
- 湯瑪斯·布魯斯，第一代額爾金伯爵（1599－1663年）
- 羅伯特·布魯斯，第二代額爾金伯爵與第一代艾爾斯伯利伯爵（1627－1685年）
- 湯瑪斯·布魯斯，第三代額爾金伯爵與第二代艾爾斯伯利伯爵（1656－1741年）
- 查理·布魯斯，第四代額爾金伯爵與第三代艾爾斯伯利伯爵（1682－1747年）
- 查理·布魯斯，第五代額爾金伯爵與第九代金卡丁伯爵（1732－1771年）
- 威廉·羅伯特·布魯斯，第六代額爾金伯爵與第十代金卡丁伯爵（1764－1771年）
- 湯瑪斯·布魯斯，第七代額爾金伯爵與第十一代金卡丁伯爵（1766－1841年），外交官，他將雅典帕德嫩神廟的大理石雕塑運回英國，引發爭議。
- 詹姆斯·布魯斯，第八代額爾金伯爵與第十二代金卡丁伯爵（1811－1863年），火燒圓明園的英軍將領，曾任加拿大總督、印度總督。
- 維克多·亞歷山大·布魯斯，第九代額爾金伯爵與第十三代金卡丁伯爵（1849－1917年），曾任印度總督。
- 愛德華·詹姆斯·布魯斯，第十代額爾金伯爵與第十四代金卡丁伯爵（英语：Edward Bruce, 10th Earl of Elgin）（1881－1968年）
- 安德魯·道格拉斯·亞歷山大·湯瑪斯·布魯斯，第十一代額爾金伯爵與第十五代金卡丁伯爵（英语：Andrew Bruce, 11th Earl of Elgin）（1924年－）